# لوبي دي رويدا
لوبي دي رويدا
كاتب مسرحي وممثل إسباني
لوبي دي رويدا (إشبيلية، حوالي ١٥٠٥<١٥١٠ – قرطبة، حوالي ١٥٦٥) كان كاتبًا مسرحيًا إسبانيًا متعدد المواهب، كتب الكوميديات، والفارس، و"الباسوس" (أو "الإنترميسيس" – المشاهد القصيرة الكوميدية)، بالإضافة إلى كونه أحد أوائل الممثلين المحترفين في إسبانيا. يُعتبر رائد العصر الذهبي للمسرح في إسبانيا.
لوبي دي رويدا
الأربع كوميديات وحواران ريفيان / للشاعر البارع والممثل الظريف لوبي دي رويدا. في فالنسيا، في بيت خوان مي، ١٥٦٧. المكتبة الوطنية الإسبانية.
تمثال لوبي دي رويدا، عمل النحات أنطونيو سوسيّو، في معرض "الاثني عشر إشبيلّيًا المرموقين" في قصر سان تلّمو.
السيرة الذاتية
يُعد لوبي دي رويدا واحدًا من أهم المؤلفين في القرن السادس عشر. ويُعتبر مؤسس المسرح الشعبي والمهني الإسباني، وقد دخل تاريخ الأدب والمسرح باعتباره مبتكر "الباسوس" أو "الإنترميسيس"، وإن كانت عروضه المسرحية تدخل ضمن الممارسات المسرحية المعتادة آنذاك، مما يدل على احترافيته الكبيرة كمؤلف وممثل ومدير لفرق مسرحية.
رغم الاتفاق على أنه وُلد في إشبيلية وأن والده كان خوان دي رويدا، إلا أننا لا نعرف شيئًا عن تاريخ ميلاده أو تعليمه، باستثناء ما ذكره ثيربانتس، الذي أخبرنا بمهنته الأولى كـ"باتيوخا" (أي صانع رقائق الذهب). وقد وُضعت عدة فرضيات لوضع تاريخ ميلاده في العقد الأول أو الثاني من القرن السادس عشر، دون أن يقدم أي ناقد دليلاً قاطعًا لترجيح أي منهما. على العكس، من الأسهل تخمين تاريخ وفاته، الذي كان بعد وصيته المؤرخة في ٢١ مارس ١٥٦٥ بقليل، حيث إن طبعة "الأربع كوميديات" عام ١٥٦٧ أشارت إليه كمتوفى.
رسم للكاتب من قِبل أليخاندرو بلانكو إي أسينسيو، مستوحى من الصورة التي ظهرت في الطبعة الأولى لأعماله، وذلك من أجل كتاب المعاهدة التاريخية حول أصل وتطور الكوميديا والتمثيل المسرحي في إسبانيا لكاسيانو بليثير، مدريد، ١٨٠٤.
حياته الخاصة
تُعرف بعض المعلومات المتفرقة عن حياته الخاصة. تزوج في بلد الوليد من ماريانا في عام ١٥٥١ أو ١٥٥٢؛ وتزوج للمرة الثانية عام ١٥٦٠ في فالنسيا من رافايلا أنخيلا تريّيس. وأنجب ابنتين: كاتالينا، وخوانا ليزا.
نشاطه المسرحي
في عامي ١٥٤٢ و١٥٤٣ تعاقد مع نقابة صانعي القرب (الأودريروس) وباعة الخمور لتنظيم عرض مسرحي عن "انتقال السيدة العذراء". في عام ١٥٥١ كان في بلد الوليد، وبمناسبة عودة الملك فيليب الثاني من رحلته إلى فلاندر، نظمت البلدية استقبالاً فخمًا، وكلفت لوبي دي رويدا بإخراج "عربة مسرحية" ورقصات.
في العام التالي شارك مرة أخرى في احتفالات "كوربوس كريستي" في نفس المدينة، وعرض عليه المجلس البلدي راتبًا كبيرًا إذا وافق على الإقامة فيها لكتابة وتمثيل العروض الدينية.
في عام ١٥٥٤ قدّم عرضًا في بيت كوندي دي بينافينتي أمام الملك فيليب الثاني، حيث أدى "عملاً مسرحيًا من الكتاب المقدس، مليئًا بالعاطفة، مع فواصل كوميدية مبهجة ومرحة". ربما واصل نشاطه المسرحي في بلد الوليد بين عامي ١٥٥٤ و١٥٥٨ في بيت دوق ميديناثيلي.
في عام ١٥٥٨ كان في سيغوفيا، حيث مثّل كوميديا في الكاتدرائية، وهناك ربما تعرّف على لغة "الغاثيريا" الخاصة بتجار المواشي وأصحاب الطواحين من قرى منطقة كانتاليخو، واستخدم بعض مفرداتها لاحقًا في أعماله المسرحية.
لدينا خبر من عام 1558 عن إقامة لوبه دي رويدا في بلد الوليد، حيث عرض عليه مجلس المدينة إنشاء مسرح ثابت. وفي العام التالي مثّل في إشبيلية عرضَي "الابن الضال" و**"نافالكارميلو"**. وفي سنة 1560 أقام في فالنسيا حيث عقد قرانه من جديد، وربما قدّم هناك بعض مسرحياته. بعد ذلك مثّل في طليطلة (عروض دينية لعيد القربان في عامي 1561 و1563)، وفي نفس عام 1563 تعاقدت معه البلاط الملكي في مدريد. وأخيرًا يمكن تتبّع أثره في إشبيلية سنة 1565 في بيت خوان دي فيغويروا، ثم في قرطبة حيث توفي.
في وصيته، أشار إلى وجود خدم لديه، وإلى المنازل التي بناها أو أراد بنائها في بلد الوليد، كما أوصى بدفنه في كاتدرائية قرطبة. كل ذلك يدل على حالة مالية مريحة ومكانة اجتماعية قوية، وهو ما يتناقض مع الصورة التي رسمها روفو وسرفانتس عن رويدا آخر، متجول، شبه معدم، سيئ العدة، يجر فنه بين قرى إسبانيا في الساحات وزوايا القرى المختلفة. يبقى السؤال إلى أي مدى يمكننا تصديق تلك الصورة الهامشية التي رسمها هؤلاء المؤلفون، أو كيف يمكن فهم البعد الاجتماعي والاقتصادي لعمل رويدا بناءً على ما وصلنا من بيانات.
يمثل نشاطه المسرحي بداية لمرحلة جديدة من الاحتراف، إذ منذ ذلك الحين بدأت فرق مسرحية صغيرة بالتنقّل عبر أنحاء البلاد، تقدم عروضها للسلطات العامة والدينية، دون أن تغفل جمهور النبلاء والمدن.
لم يقتصر الأمر على اتساع الجمهور، بل انخرط الشعراء أيضًا في هذا الشغف المسرحي الجديد، فكتبوا أعمالًا توافق أذواق جمهورهم. وفي هذه الفترة ظهرت تقليعات كثيرة مستوحاة من المسرح الأكاديمي الإيطالي.
كما ازداد خلال الفترة 1540–1560 عدد العروض المسرحية داخل المدن، وبدءًا من خمسينيات القرن بدأت بعض العروض تُقام في بيوت أو نُزل خاصة برجال من الطبقة البرجوازية. هكذا نجد لوبه دي رويدا يقدم عروضًا في بيت خوان دي فيغويروا في إشبيلية، وهي عادة أخذت بالازدياد في العقود اللاحقة حتى تكوّن شكل "الكرّالات" (ساحات المسارح المغلقة) المعروف.
الكثير من مسرحيات رويدا التي وصلتنا تحمل طابعًا إيطاليًا واضحًا، وهو أمر يمكن تفسيره بذوق الجمهور الجديد المتأثر، على الأرجح، بعروض بعض الفرق الأكاديمية الإيطالية التي مثّلت في إسبانيا، وبحركة التبادل الثقافي بين إسبانيا وإيطاليا. ومن الأمثلة أن رويدا شاهد عروض فرقة "إل موتيو" التي يُقال إنها مثّلت في إشبيلية عام 1538، واستقى منها أساليب وتمثيلًا من فن الكوميديا ديلارته.
وعمومًا، فإن معطياتنا عن هؤلاء الممثلين–المؤلفين في منتصف القرن دائمًا ما تربطهم بالمدن الكبرى، سواء مثّلوا بإشراف النقابات والمجالس البلدية، أو أمام النبلاء والبرجوازيين في عروض خاصة أو شبه خاصة. ومنذ وقت مبكر، كان المردود المالي من عروض عيد القربان وفيرًا، وإذا أضفنا إليها المسرحيات الدينية في المواسم الكنسية، والعروض الكوميدية في الحفلات الخاصة، يتضح أن هؤلاء الممثلين الجدد استطاعوا العيش جيدًا من فنهم وتركوا أعمالهم السابقة. كما أن ذلك يمثل بداية لطرق مسرحية مخصصة ونشأة أولى الفرق المحترفة.
ختامًا، تجدر الإشارة إلى التغييرات التي أدخلها الممثل الإيطالي غاناسا، مثل السماح بتمثيل العروض في أيام العمل رغم اعتراض السلطات والوعاظ، وتحسين فضاءات العرض بتغطية وسط ساحة المسرح بالقماش لحمايتها من الطقس، وتثبيت سقف للخشبة، وفتح نوافذ جانبية أصبحت لاحقًا مقصورات. ومع ذلك، ينبغي القول إنه حتى قبل وصول الإيطاليين كانت هناك في إسبانيا أشكال منظمة لعمل الممثلين، سواء من الهواة أو المحترفين، يقدمون مسرحًا دينيًا تقليديًا وأشكالًا جديدة متأثرة بالنهضة الإيطالية، وينالون بذلك إعجاب جمهور واسع، مما أتاح لهم ترك أعمالهم القديمة بفضل الشهرة والمال. وفي هذا السياق يبرز مثال لوبه دي رويدا.
في العقود الوسطى من القرن السادس عشر شهدت شبه الجزيرة ظاهرة مسرحية صاعدة تغذيها مطالب متنوعة من الجمهور العام والخاص، وكانت مصدر دخل إضافي لجمعيات خيرية مختلفة. وهكذا، قبل سنوات من قدوم غاناسا، تكوّن جو مسرحي ملائم للتوسع اللاحق في سبعينيات وثمانينيات القرن، مستفيدًا من بعض الابتكارات الأجنبية ومن البنية المسرحية المحلية السابقة. لذا، ينبغي النظر إلى الإسهام الإيطالي في تاريخ المسرح الإسباني لا كدفاع عن "الطابع الوطني" للمسرح الإسباني، بل كدليل على حركة تبادل أوروبية أواخر القرن السادس عشر، ساهم وصول الكوميديين الإيطاليين في نشرها وتوسيعها، مقدّمين حلولًا جديدة وداعمين تطورات قائمة.
الإنتاج المسرحي
النصوص المسرحية التي وصلتنا من أعمال رويـدا ترجع إلى التدخل الدؤوب من قِبَل بائع الكتب الفالنسي "خوان دي تيمونيدا"، الذي تولّى جمع عدد من الأعمال وتثبيتها وتصحيحها وتنقيحها، وهي أعمال لولا جهوده ربما لم تكن لتصل إلينا. أعاد تيمونيدا كتابة هذه الأعمال مرتين لإزالة الهفوات والتكرارات غير الضرورية. ونتيجة لذلك، تم تثبيت نصوص رويـدا مع بعض الإضافات التي أصبح من الصعب اليوم تحديدها بدقة.
يتكوّن corpus أعماله المعروف من: أربع كوميديات نثرية (أوفيميا، أرْمِلينا، المخدوعون، ميدورا)، وحوارين رعوِيَّيْن (كاميلا، تيمبريا)، وعشرة مشاهد قصيرة (السبعة الواردة في الممتع: الخدم، القناع، مخدوع وسعيد، المدعو، أرض جوجا، الدفع وعدم الدفع، الزيتون؛ وثلاثة من أصل ستة واردة في السجل: الخدم اللصوص، القوّاد الجبان، الضرب السخي).
لقد أدّت التأثيرات الإيطالية في المسرح الإسباني، التي ذُكرت سابقًا، إلى أن يقلّل بعض النقاد من شأن المؤلف الإشبيلي، واصفين إياه بمجرد مكيّف للنصوص أو مقلّد. لكن الدراسات الحديثة لفالكونيري وآرّونيث أثبتت أن الممثل–المؤلف الإشبيلي كان يحوّل النص الإيطالي الأصلي ليكيّفه مع المسرح الإسباني، فيحذف ويعدّل كل ما يبطئ الحركة، ويضيف شخصيات من التراث الإسباني التقليدي. هذا مرتبط باحترافيته كممثل ومدير لفرق مسرحية، ومعرفته العميقة بأذواق الجمهور، إلى جانب تأثره بالتحولات التي كانت تجري في إيطاليا، حيث كانت الكوميديا العالِمة تتحوّل إلى الـكوميديا ديلارتي مع إدخال شخصيات من الطبقات الدنيا بلهجاتها الخاصة.
هكذا، تخلّى عن المونولوجات الطويلة والمشاهد الثقيلة، لصالح مشاهد أقصر تتماشى مع الذوق الإسباني، مُشكّلًا أسلوبًا حواريًا نثريًا جديدًا اعتُبر ثورة كبرى في المسرح الإسباني.
مقدمة من أعماله المنشورة عام 1567:
تدور إحدى الكوميديات حول أنخيليكا، فتاة جميلة نشأت في بيت والديها بعد وفاة أخيها الصغير. يقع النبيل لياندرو في حبها، بينما تدخل الغجرية في القصة ومعها مدورو متنكرًا في زي امرأة باسم أرْمِليو. يخطئ كاسانْدرو ويظنه أنخيليكا، فتبدأ سلسلة من المواقف الطريفة، إلى جانب قصص حب فرعية ومكائد الخدم والأغبياء، مما يزيد من طرافة العمل.
أسلوب اللغة عند رويـدا:
لا يمكن وصف لغة رويـدا بأنها فصيحة أو نموذجية من حيث الصياغة الكلاسيكية، بل تكمن قيمتها في ملاءمتها لشخصياته ذات المستوى الاجتماعي والثقافي المتواضع، فجاءت حيوية وعفوية قريبة من لغة الناس اليومية، مفعمة بالخطأ النحوي، والانقطاعات، والتكرار، والحذف، والالتفات المباشر، وغيرها.
من أمثلة ذلك:
الحذف مع خطأ نحوي: "أمي تريد أن تُباع الصاعان بريالين".
الانقطاع (Anacoluto): "لكن أنت الذي رأيت وأنت الذي فعلت، العقوبة نفسها".
التكرار والزوغمات (Zeugma): "أحسنت صنعًا… أحسنت السطو!"
الإشارة المباشرة: "والله لقد خدعوني!"
كما يستخدم الجمل غير الموصولة نحويًا، خاصة في اللحظات الانفعالية المقرونة بأفعال مفاجئة، ويكثر من الأوامر، والتعجب، والتكرار الافتتاحي (Anáfora)، مع قلة استخدام النفي. يستعين كذلك بمقارنات مستمدة من الحياة اليومية، أحيانًا ذات طابع ساخر أو غريب: "مثل سرب دجاج على حفنة قمح".
يلجأ أحيانًا لتكرار كلمة أو عبارة من الحوار السابق (Anadiplosis) لإضفاء الحيوية. ومن المثير أنه نادرًا ما يستخدم ألعابًا لغوية مقصودة لإضحاك الجمهور، بل إن أخطاء الشخصيات البسيطة تأتي من جهلها أو ارتباكها، مثل نسيان أسماء الأشياء العادية أو الخلط بينها.
كذلك، قد يقلب ترتيب الكلمات أو يستبدل كلمة بنقيضها، أو يستخدم مزيجًا من لغات ولهجات مختلفة (لاتينية، غاسكونية، فالنسية)، لكن دون أن يوظّف لهجة "السياجويس" الموجودة في أعمال بعض معاصريه. وأخيرًا، يكثر من استخدام العبارات والأمثال الشعبية، مما يعكس حسه الواقعي.
المصادر
أظهرت الدراسات التي تناولت لوب دي رويدا، من حيث مصادره، وفي المرتبة الثانية من حيث خلفيته أو إرثه الأدبي، قلّة أو انعدام الأصالة لدى هذا الكاتب المسرحي القادم من إشبيلية فيما يخص المادة التي استخدمها في أعماله. لكن أغلب تلك الأبحاث لا تحمل إلا فائدة محدودة جدًا لتحليل كل «باسو» (مشهد قصير) على حدة. وبشكل عام، يُلاحظ وجود تشابه في الموضوع أو الدافع مع أعمال سابقة أو لاحقة، لكن القصة أو الحبكة تُقدَّم بطريقة مختلفة جذريًا. وبصورة مشابهة، فإن التطابقات التي لوحظت بين بعض المشاهد وقصص إيطالية لا تعني بالضرورة وجود تبعية مباشرة لها. ويبدو أن الدور الذي تؤديه الحكايات الشفوية، والطرائف، والنكات، وغيرها، في الإلهام المسرحي قد تم تجاهله.